# Tipula fragilicornis
Tipula fragilicornis är en tvåvingeart som beskrevs av Riedel 1913. Tipula fragilicornis ingår i släktet Tipula och familjen storharkrankar.
Artens utbredningsområde är Italien. Inga underarter finns listade i Catalogue of Life.